# The Forthcoming EP
The Forthcoming EP es el EP debut que lanzó el dúo Heffron Drive. Está compuesto por 4 temas y fue lanzado el 1 de enero del año 2009. El EP fue lanzado a través de MySpace el día 1 de enero de 2009. También se lanzaron 2 canciones más a través de esa red social, que son Stand Forever y The Dirty Blue Drink (Instrumental) pero que no fueron incluidas en el EP.

## Lista de canciones
| N.º | Título                    | Escritor(es)                 | Duración |  |
| 1.  | «Quiet Please»            | Kendall Schmidt, Dustin Belt | 3:31     |  |
| 2.  | «Time Wasting (acoustic)» | Kendall Schmidt, Dustin Belt | 3:56     |  |
| 3.  | «Love Letter»             | Kendall Schmidt, Dustin Belt | 2:58     |  |
| 4.  | «Better Get To Movin'»    | Kendall Schmidt, Dustin Belt | 3:11     |  |

## Heffron Drive EP
El año 2013 la banda vuelve, tras 4 años inactivos (pues Kendall estaba enfocado en Big Time Rush), a producir música. Eso sí, no es nueva, sino que relanza su único Extended Play, pero con varias diferencias respecto al anterior. Primero que todo, este EP relanzado se le denomina Heffron Drive EP. La primera diferencia entre esta nueva versión y la antigua, es que incluye una canción que no la pusieron en su antiguo EP (Stand Forever), que hasta ese momento, solo era un sencillo. La segunda diferencia, es que la canción Time Wasting, deja de ser acústica en la nueva versión del EP, y sufre un cambio en la letra en el puente del coro. Ambas versiones excluyen The Dirty Blue Drink (Instrumental), por ser tan solo una pista. Heffron Drive EP fue relanzado a través del sitio Reverb Nation, añadiéndole una carátula única a cada canción.

## Lista de canciones
| N.º | Título                 | Escritor(es)                 | Duración |  |
| 1.  | «Quiet Please»         | Kendall Schmidt, Dustin Belt | 3:31     |  |
| 2.  | «Love Letter»          | Kendall Schmidt, Dustin Belt | 2:58     |  |
| 3.  | «Stand Forever»        | Kendall Schmidt, Dustin Belt | 3:22     |  |
| 4.  | «Better Get To Moving» | Kendall Schmidt, Dustin Belt | 3:11     |  |
| 5.  | «Time Wasting»         | Kendall Schmidt, Dustin Belt | 3:56     |  |

- Datos: Q20016149